# 요사노 가오루

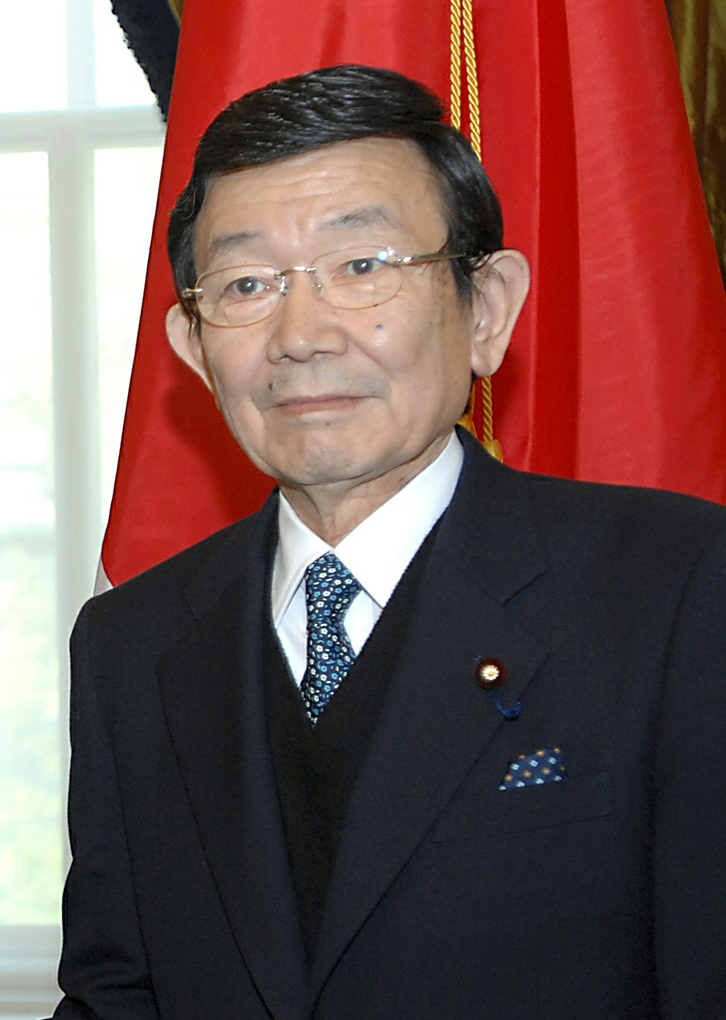
요사노 가오루 (2009년 4월 24일)

요사노 가오루(일본어: 与謝野 馨 요사노 카오루[*], 1938년 8월 22일 ~ 2017년 5월 24일)는 일본의 정치인이다.
조부는 요사노 뎃칸, 조모는 요사노 아키코이다.
생애 당시 일어나라 일본 (たちあがれ日本)소속으로 그 당의 공동 대표를 맡았다.
도쿄 대학 법학부 제3류 (정치과정) 졸업. 1994년, 무라야마 내각에서 문부 대신. 1998년 7월, 오부치 내각에서 통상 산업 장관. 2005년 10월, 제3차 고이즈미 개조 내각 내각부 특명담당대신 (경제 재정 정책, 금융). 2007년 8월, 제1차 아베 개조 내각에서 내각 관방 장관 납치 문제 담당 장관. 2008년 8월 2일, 후쿠다 야스오 개조 내각 내각부 특명담당대신 (경제 재정 정책, 규제 개혁). 같은해 9월 아소 내각 내각부 특명담당대신 (경제 재정 정책).
이듬해 2월, 재무대신겸 금융담당 대신의 나카가와 쇼이치가 사임한 것에 따라, 그 후임에게 지명되었기 때문, 요사노 혼자 경제관련 3각료를 겸임하는 것이 되었다.

## 정책·주장
규제 완화가 모두 선이다라고 할 생각은 가지고 있지 않고, 택시의 신규참여나 일용직파견 등에 의한 임금격차를 문제시 하고 있다.